# Interiano

Stemma nobiliare degli Interiano

Gli Interiano furono una famiglia genovese originari di Portovenere o, comunque, dell'estremo levante ligure.

## Storia
Discendenti da Iterio, console di Genova nel 1106, nel 1293 figurano come signori di Portovenere e nel 1350 formarono Albergo prima come Italiani e quindi come Interiano; ne fecero parte inizialmente le famiglie Anfusso, Lavaggi e Magnardi, alle quali in seguito si aggiunsero i Bonici, i Carbonara e altri. Con la riforma voluta da Andrea Doria gli Interiano costituirono il 25° Albergo nel 1528.

## Personalità
Nel 1496 Giorgio Interiano fu nominato governatore della Corsica.
Nel 1580 Paolo Battista di Luigi fu nominato senatore della Repubblica di Genova.

## Edifici storici
Palazzo Paolo Battista e Niccolò Interiano o Interiano-Pallavicino sito in Piazza delle Fontane Marose 2, in Genova.
Venne edificato nel 1565 su progetto di Francesco Casella